# Saccharodite casca
Saccharodite casca är en insektsart som beskrevs av Ronald Gordon Fennah 1969. Saccharodite casca ingår i släktet Saccharodite och familjen Derbidae. Inga underarter finns listade i Catalogue of Life.